# Santuari de Loreto
El Santuari de Loreto o del Llorito és una església i santuari dedicat a la Verge de Loreto i situat a la zona del Llorito de Tarragona, protegida com a Bé Cultural d'Interès Local.

## Descripció
Ermita i campanar/far situada, com és habitual en aquesta mena d'edificis, en un turonet conegut com la Muntanya de les Morisques de la partida el Llorito. El projecte es concep sota la premissa que, essent aquesta verge la patrona de l'aviació, s'edifica un lloc de culte i un campanar exempt que, a banda de contenir les campanes per congregar fidels, pogués servir de fita per als vols nocturns. Les dimensions de l'ermita d'una nau única, formada per una volta correguda suportada per arcs parabòlics, són de 24 m de llargada per 14 m d'amplada. La coberta és un forjat recobert per ceràmica tipus «gresite» i làmines d'alumini asfàltic, combinació que provoca, en funció del sol, una gran gamma de reflexos. A la part exterior, a banda i banda, es construeixen uns bancs d'obra correguts aaixopluc d'un porxo. Els paraments verticals sota la coberta són d'obra vista, i entre els espais que formen els nervis de suport s'obren unes finestres en forma també d'arcs parabòlics. A la façana principal, una porta de vidre ocupa pràcticament tota l'amplada, constituïda per diverses fulles, les dues centrals formant la porta d'accés, i separades per columnes que suporten un llindar de formigó sobre el qual descansa la paret de tancament i un gran vitrall central rectangular format per tres cossos que arriba fins a la cornisa, la qual el protegeix. A la façana posterior sobresurt un absis semicircular cobert per una semicúpula. Quant al campanar, d'uns 26 m d'alçada, té planta de creu grega i va adquirint amplada a mesura que adquireix alçada. Està construïda amb carreus de pedra d'Alcover fins a l'alçada del lloc on s'emplacen les campanes i els focus d'il·luminació.